# Friedrich von Cochenhausen (General, 1879)

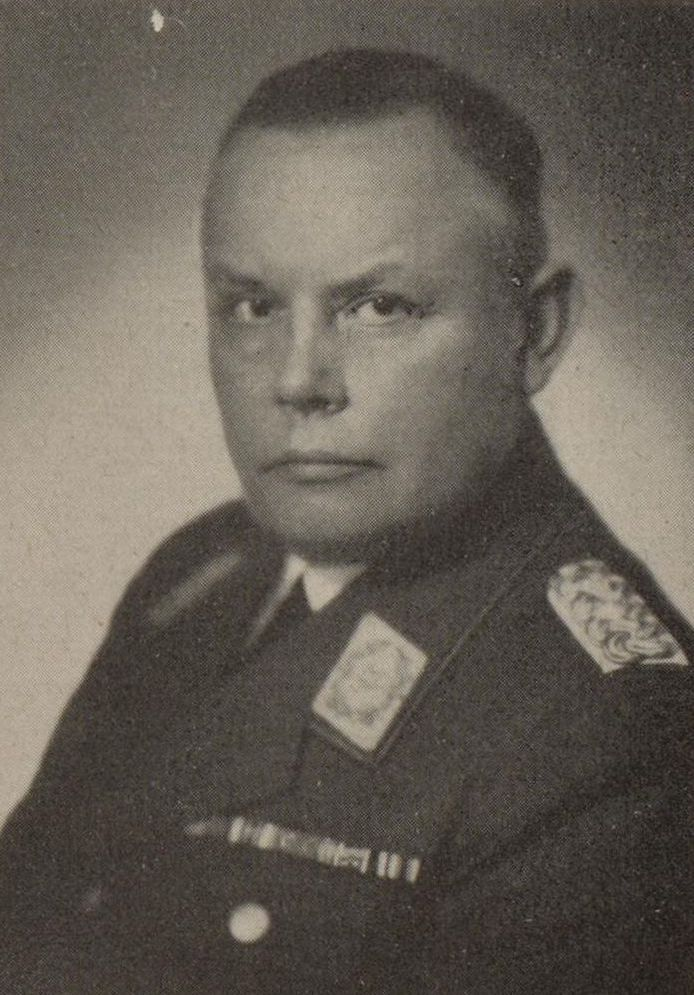
Friedrich von Cochenhausen, um 1937

Friedrich von Cochenhausen (* 14. Juli 1879 in Marburg; † 20. Juli 1946 in Hochstadt am Main) war ein deutscher General der Artillerie im Zweiten Weltkrieg sowie Verfasser zahlreicher Bücher.

## Leben
Beförderungen
- 21. April 1898 Fähnrich
- 27. Januar 1899 Leutnant
- 19. August 1909 Oberleutnant
- 22. März 1913 Hauptmann
- 16. September 1917 Major
- 5. Februar 1923 Oberstleutnant
- 1. Februar 1927 Oberst
- 1. März 1930 Generalmajor
- 31. Januar 1932 Charakter als Generalleutnant
- 1. Oktober 1935 Generalleutnant
- 28. Februar 1938 Charakter als General der Flieger
- 1. Dezember 1940 General der Artillerie

Cochenhausen trat am 21. September 1897 als Fahnenjunker in das 1. Kurhessische Feldartillerie-Regiment Nr. 11 in Kassel ein. Dort erfolgte am 21. April 1898 seine Ernennung zum Fähnrich sowie am 27. Januar 1899 die zum Leutnant. Als solcher wurde er am 1. Oktober 1899 in das 3. Rheinische Feldartillerie-Regiment Nr. 83 nach Friedrichsfeld versetzt und hier zunächst als Batterieoffizier verwendet. Vom 1. Oktober 1901 bis zum 21. März 1902 kommandierte man ihn an die Vereinigte Artillerie- und Ingenieurschule. Im Anschluss daran war Cochenhausen als Ausbilder an der Feldartillerie-Schießschule tätig. Am 17. September 1907 kehrte er als Batterieoffizier zum 3. Rheinischen Feldartillerie-Regiment Nr. 83 zurück. Es folgte vom 1. Oktober 1907 bis zum 21. Juli 1910 eine Kommandierung an die Preußische Kriegsakademie sowie anschließend in den Großen Generalstab. Eingesetzt war er hier in der Abteilung I, zuständig für die Beobachtung der Armeen Russlands, der Nordischen Staaten, Ostasiens, Persiens und des Osmanischen Reiches.
Mit Ausbruch des Ersten Weltkriegs wurde Cochenhausen hierher versetzt und im weiteren Kriegsverlauf im Generalstab des Feldheeres sowie in anderen Generalstabsstellen verwendet, unter anderem auch als Verbindungsoffizier der Obersten Heeresleitung im Nordkaukasus.
Nach Kriegsende wurde Cochenhausen in die Vorläufige Reichswehr übernommen und war vom 1. Oktober 1919 bis zum 16. Mai 1920 Referent im Reichswehrministerium in der Heeresausbildungsabteilung (T 4). Es folgten Kommandierungen zur Reichswehr-Brigade 9 und ab 9. August 1920 zum Wehrkreiskommando I, wo er bis zum 1. Oktober des Jahres verblieb. Anschließend kehrte Cochenhausen in das Reichswehrministerium zurück. Vom 1. Oktober 1923 bis zum 1. Dezember 1925 war er Kommandeur des II. Abteilung des 6. (Preußisches) Artillerie-Regiments in Minden. Am 1. Dezember 1925 stieg er zum Chef des Stabes der Inspektion des Erziehungs- und Bildungswesens des Heeres auf. Diesen Posten hatte Cochenhausen bis Ende Februar 1928 inne. Am 1. Februar 1927 wurde er zum Oberst befördert. Anfang 1928 wurde er in den Stab des 4. Artillerie-Regiments nach Dresden versetzt. 1929 erschien sein Buch „Gneisenau – Seine Bedeutung in der Geschichte und für die Gegenwart“ im Mittler-Verlag in Berlin. Am 1. Februar 1929 wurde er zum Kommandeur des 4. Artillerie-Regiments in Dresden ernannt und dort am 1. März 1930 zum Generalmajor befördert. 1931 erschienen seine Bücher „Die kriegswissenschaftliche Fortbildung des Truppenoffiziers“ und „Die Truppenführung“ im Mittler-Verlag. Am 1. Februar 1931 wurde er zum Artillerieführer IV in Dresden ernannt. Am 31. Januar 1932 schied er unter Verleihung des Charakters als Generalleutnant aus dem aktiven Militärdienst aus. Er wurde anderthalb Jahre später zum Präsidenten der Deutschen Gesellschaft für Wehrpolitik und Wehrwissenschaften ernannt, was er bis 1945 blieb. Diese gab die Zeitschrift „Wissen und Wehr“ heraus.
Am 1. Oktober 1935 wurde Cochenhausen als Generalleutnant zur Luftwaffe reaktiviert und war bis 28. Februar 1938 Taktiklehrer an der Luftkriegsakademie Berlin-Gatow, worauf er unter Verleihung des Charakters als General der Flieger aus dem aktiven Dienst ausschied.
Kurz vor Beginn des Zweiten Weltkrieges wurde er dem Heer als Kommandierender General des Stellvertretenden Generalkommandos des XIII. Armee-Korps und Befehlshaber im Wehrkreis XIII zur Verfügung gestellt. In dieser Stellung wurde Cochenhausen am 17. April 1940 in den aktiven Dienst überführt sowie am 1. Dezember 1940 zum General der Artillerie befördert. Cochenhausen gab sein Kommando am 1. Mai 1942 an den General der Infanterie Mauritz von Wiktorin ab und wurde bis zum 31. Mai 1942 in die Führerreserve versetzt. Mit diesem Datum schied er endgültig aus dem aktiven Dienst aus.
Cochenhausen war zudem Ehrensenator der Universität Erlangen.

## Schriften
- Die kriegswissenschaftliche Fortbildung des Truppenoffiziers. Ein Handbuch für Lehrende und Lernende mit praktischen Beispielen. Mittler, Berlin 1926.
- Gneisenau – Seine Bedeutung in der Geschichte und für die Gegenwart. Mittler, Berlin 1929.
- Wehrgedanken – Eine Sammlung wehrpolitischer Aufsätze. Hanseatische Verlagsanstalt, Hamburg 1933.
- Hrsg.: Von Scharnhorst bis Schlieffen 1806–1906. Hundert Jahre Preußisch-deutscher Generalstab. Mittler, Berlin 1933.
- Das Reichsheer. Velhagen und Klasing, Bielefeld 1934.
- Schöpfer und Gestalter der Wehrkraft. Mittler, Berlin 1935.
- Wille und Tat. Ein Buch zur Nacheiferung. Riegler, Berlin 1936.
- Taktisches Handbuch für den Truppenführer und seine Gehilfen. Mittler, Berlin 1936.
- Schicksalsschlachten der Völker. Breitkopf & Härtel 1937.
- Das wichtigste Wehrschrifttum des Jahres 1936. In: Bücherkunde der Reichsstelle zur Förderung des deutschen Schrifttums. Bd. 4 (1937).
- Verinnerlichtes Soldatentum – Beiträge zur soldatischen Erziehung. Mittler, Berlin 1938.
- Hrsg.: Die Verteidigung Mitteleuropas. Diederichs, Jena 1940.
- Gneisenau, der Überwinder Napoleons. Hanseatische Verlagsanstalt, Hamburg 1940.
- Kultur und Soldatentum. Gesellschaft der Freunde der Deutschen Bücherei, Leipzig 1940 (Gesellschaft der Freunde der Deutschen Bücherei: Jahresgabe der Gesellschaft der Freunde der Deutschen Bücherei; 20).
- Soldatische Führer und Erzieher. Hanseatische Verlagsanstalt, Hamburg 1942
- Der Wille zum Sieg. Clausewitz’ Lehre von den dem Kriege innewohnenden Gegengewichten und ihrer Überwindung, erläutert am Feldzug 1814 in Frankreich. Mittler, Berlin 1943.
- Briefe des Generalfeldmarschalls Graf Helmuth von Moltke. Insel, Leipzig 1938 (Insel-Bücherei; 535).

- Hrsg.: Clausewitz, Carl von: Gedanken. Atlantis-Verlag, Berlin, Zürich 1943.

## Auszeichnungen
- Roter Adlerorden IV. Klasse[2]
- Preußisches Dienstauszeichnungskreuz[2]
- Eisernes Kreuz (1914) II. und I. Klasse[2]
- Ritterkreuz des Königlichen Hausordens von Hohenzollern mit Schwertern[2]
- Bayerischer Militärverdienstorden IV. Klasse mit Schwertern[2]
- Ritterkreuz I. Klasse des Albrechtsordens mit Schwertern[2]
- Ritterkreuz II. Klasse des Friedrichs-Ordens mit Schwertern[2]
- Hanseatenkreuz Hamburg[2]
- Friedrich-Kreuz[2]
- Österreichisches Militärverdienstkreuz III. Klasse mit der Kriegsdekoration[2]
- Silberne Liakatmedaille mit Säbel[2]
- Eiserner Halbmond[2]
- Militärorden für Tapferkeit IV. Klasse, I. Stufe[2]